# Fiachrae Cássan
Pour les articles homonymes, voir Cassan.
Fiachrae Cássan   est un Ard ri Erenn légendaire d’Irlande  identifié avec le roi mentionné dans le Baile Chuind Chétchathaig  sous le nom de « Fiechri » et qui est placé après Cairbre Lifechair et avant Dáire Drechlethan.

## Biographie
Fiechri est identifié avec  Fiachrae Cássan  qui est selon les généalogies traditionnelles irlandaises considéré comme le fils de Colla Fochtríth. Toutefois ce roi n’est pas intégré dans les listes d’Ard ri Erenn médiévales alors que les généalogies le présentent comme une figure ancestrale des « Cruthni »  (Pictes) d’Irlande. Ces mêmes  généalogies lui donnent trois frères Imchad, Finnchad et Rochaid et il est réputé avoir un fils Fedelmid.
Ces frères sont considérés comme les ancêtres de plusieurs lignées de roi « Cruithni » dont les Uí Méith et les Uí  Chremthainn qui sont à l’origine de des rois d’Airgíalla qui prétendaient descendre de Rochaid par Coipre Dam Arcait.
Fiachrae lui-même serait l’ancêtre des rois d’Ind Airthir dont l’importance politique apparaîtra comme marginale au VIIIe siècle toutefois la dynastie laissera son nom aux deux baronnies de Haut et de Bas Orior (Comté d'Armagh).    
Il est possible que cette lignée joue un rôle central dans une période plus ancienne car les Annales d'Ulster relèvent  la défaite et la mort d’un dynaste Uí  Néill  Ardgal mac Conall en 520 à Détna en Brega devant  Muirchertach Mac Ercae et son allié un roi d’Ind Airthir nommé Colcu Moo Cluethi dont le surnom semble l’associé avec le territoire compris au-delà de la rivière Clyde (sans rapport avec le fleuve homonyme d’Écosse) .

## Sources
- Edel Bhreathnach, The kingship and landscape of Tara. Editor Four Courts Press for The Discovery Programme Dublin (2005) p. 167-168.